# Tournoi de tennis de Concord
Le tournoi de Concord est un tournoi international de tennis féminin du circuit professionnel WTA, joué depuis 2019 à Concord (Massachusetts, USA) hormis en 2020 pour cause de pandémie de Covid-19.

## Palmarès dames

### Simple
| No  | Date       | Nom et lieu du tournoi                            | Catégorie                                         | Dotation                                          | Surface                                           | Vainqueure                                        | Finaliste                                         | Score                                             |                                                   |
| --- | ---------- | ------------------------------------------------- | ------------------------------------------------- | ------------------------------------------------- | ------------------------------------------------- | ------------------------------------------------- | ------------------------------------------------- | ------------------------------------------------- | ------------------------------------------------- |
| (I) | 21-08-2019 | Thoreau Tennis Open, Concord                      | ITF 60                                            | 60 000 $                                          | Dur (ext.)                                        | Caroline Dolehide                                 | Ann Li                                            | 6-3, 7-5                                          |                                                   |
| –   | 2020       | Tournoi annulé à cause de la pandémie de Covid-19 | Tournoi annulé à cause de la pandémie de Covid-19 | Tournoi annulé à cause de la pandémie de Covid-19 | Tournoi annulé à cause de la pandémie de Covid-19 | Tournoi annulé à cause de la pandémie de Covid-19 | Tournoi annulé à cause de la pandémie de Covid-19 | Tournoi annulé à cause de la pandémie de Covid-19 | Tournoi annulé à cause de la pandémie de Covid-19 |
| 1   | 02-08-2021 | Thoreau Tennis Open, Concord                      | WTA 125                                           | 115 000 $                                         | Dur (ext.)                                        | Magdalena Fręch                                   | Renata Zarazúa                                    | 6-3, 7-6                                          | Tableau                                           |
| 2   | 08-08-2022 | Thoreau Tennis Open, Concord                      | WTA 125                                           | 115 000 $                                         | Dur (ext.)                                        | Coco Vandeweghe                                   | Bernarda Pera                                     | 6-3, 5-7, 6-4                                     | Tableau                                           |

### Double
| No  | Date       | Nom et lieu du tournoi                            | Catégorie                                         | Dotation                                          | Surface                                           | Vainqueures                                       | Finalistes                                        | Score                                             |                                                   |
| --- | ---------- | ------------------------------------------------- | ------------------------------------------------- | ------------------------------------------------- | ------------------------------------------------- | ------------------------------------------------- | ------------------------------------------------- | ------------------------------------------------- | ------------------------------------------------- |
| (I) | 21-08-2019 | Thoreau Tennis Open Concord                       | ITF 60                                            | 60 000 $                                          | Dur (ext.)                                        | Angela Kulikov Rianna Valdes                      | Elisabeth Halbauer Ingrid Neel                    | 7-6, 4-6, 17-15                                   |                                                   |
| –   | 2020       | Tournoi annulé à cause de la pandémie de Covid-19 | Tournoi annulé à cause de la pandémie de Covid-19 | Tournoi annulé à cause de la pandémie de Covid-19 | Tournoi annulé à cause de la pandémie de Covid-19 | Tournoi annulé à cause de la pandémie de Covid-19 | Tournoi annulé à cause de la pandémie de Covid-19 | Tournoi annulé à cause de la pandémie de Covid-19 | Tournoi annulé à cause de la pandémie de Covid-19 |
| 1   | 02-08-2021 | Thoreau Tennis Open Concord                       | WTA 125                                           | 125 000 $                                         | Dur (ext.)                                        | Peangtarn Plipuech Jessy Rompies                  | Usue Maitane Arconada Cristina Bucșa              | 3-6, 7-65, [10-8]                                 | Tableau                                           |
| 2   | 08-08-2022 | Thoreau Tennis Open Concord                       | WTA 125                                           | 115 000 $                                         | Dur (ext.)                                        | Varvara Flink Coco Vandeweghe                     | Peangtarn Plipuech Moyuka Uchijima                | 6-3, 7-63                                         | Tableau                                           |